# Coyolles
Coyolles es una comuna francesa, situada en el departamento de Aisne, de la región de Alta Francia.

## Demografía
| 226 | 212 | 212 | 323 | 370 | 359 | 357 |
| Para los censos de 1962 a 1999 la población legal corresponde a la población sin duplicidades (Fuente: INSEE [Consultar]) |     |     |     |     |     |     |